# Plaitford
Plaitford – wieś w Anglii, w Hampshire, w dystrykcie Test Valley, w civil parish Melchet Park and Plaitford. Leży 15,8 km od miasta Southampton, 22,9 km od miasta Winchester i 121,8 km od Londynu. W 1931 roku civil parish liczyła 195 mieszkańców. Plaitford jest wspomniana w Domesday Book (1086) jako Pleiteford.

## Etymologia
Nazwa miejscowości na przestrzeni wieków:
- XI w. – Pleiteford
- XIII w. – Playteford/Playdeford/Pleyford
- XV w. – Playtfourth